# Eric Clapton World Tour 2008
Die Eric Clapton World Tour von 2008 [ˈɛrɪk klæptɒn wɜːld tʊə] war eine Konzerttournee des britischen Rockmusikers Eric Clapton. Die Tournee begann am 3. Mai 2008 in Tampa Bay, Florida und endete am 23. August 2008 in Monte Carlo, Monaco. Im Laufe der Tournee reiste Clapton mäßig intensiv durch Nordamerika sowie Mittel- und Nordeuropa. Die Tournee markierte die ersten Konzerte des Briten in Island und Monte Carlo und führte Clapton zu Auftritten einiger Musikfestivals (siehe Anmerkungen).
Während der Tournee trug Clapton eine Mischung aus im Album Complete Clapton vorhandenen Hit-Songs wie Wonderful Tonight, Layla und Cocaine, aber auch eine breite Palette an Blues-Titeln wie Hoochie Coochie Man, Driftin’ Blues, Before You Accuse Me und Key to the Highway vor. Insgesamt spielte der britische Künstler 27 Konzerte Davon fanden elf in Nordamerika und 16 in Europa vor mehr als 315.000 Besuchern statt. Clapton nahm rund 37 Millionen US-Dollar ein.

## Tourneegeschehen
Clapton begann die Tournee am 3. Mai 2008 in Florida und spielte ein zweites Konzert in Nordamerika am 5. Mai. Am 22. Mai kehrte der Brite zurück in die Vereinigten Staaten, um seine Tournee fortzusetzen. Am 27. und 28. Mai spielte Clapton zwei ausverkaufte Konzerte in Kanada und komplettierte den Nordamerika-Abschnitt seiner Welttournee bis zum 5. Juni mit fünf weiteren Konzerten. Nach 15 Tagen Ruhepause reiste der britische Weltstar nach Europa, um seine Tournee fertig zu bringen. In Den Vereinigten Staaten und Kanada war jedes Konzert – soweit bekannt – ausverkauft. Allein in Nordamerika spielte Clapton vor mehr als 145.000 Zuschauern und nahm mehr als 16 Millionen US-Dollar ein.
Am 20. Juni begann Claptons Europa-Teil der Tournee mit einem Auftritt auf dem Live at the Marquee Festivalin Irland. Am nächsten Tag spielte Clapton ebenfalls in Irland und trat vor über 19.000 Leuten an der Malahide Castle auf. Ein Konzert in Nottingham vor 10.000 Besuchern folgte, bis Clapton am 28. Juni als Teil des Hard Rock Calling Festivals vor über 60.000 Leuten auftrat. Zwei Tage später beendete Clapton seine Reise durch das Vereinigte Königreich mit einem ausverkauften Konzert in Leeds. Anfang August reiste Clapton durch Nordeuropa und trat zum ersten Mal in Island auf. Am 10. August spielte Clapton als Teil des Skanderborg Festival in Dänemark. Anschließend folgten vier Deutschlandkonzerte und Auftritte in Polen und in der Schweiz, bis die Tournee mit Sporting Summer Festival am 23. August in Monaco endete.

## Besetzung
Folgende Musiker und Gruppen traten während der Tournee auf.
| - Eric Clapton – Gitarre, Gesang - Doyle Bramhall II – Gitarre, Begleitgesang - Chris Stainton – Keyboard - Pino Palladino – Bassgitarre - Willie Weeks – Bassgitarre - Ian Thomas – Schlagzeug | - Abe Laboriel, Jr. – Schlagzeug - Michelle John – Begleitgesang - Sharon White – Begleitgesang - Robert Randolph – Gastgitarrist - Trey Anastasio – Gastgitarrist - Robert Randolph and the Family Band – Vorgruppe | - Jakob Dylan – Vorgruppe, Gastmusiker - Dżem – Vorgruppe - Ellen Kristjánsdóttir – Vorgruppe - The Grand – Vorgruppe - Sporting Orchestra und Ty Stephens – Vorgruppe |

## Konzerttermine
| Datum           | Stadt           | Land                   | Veranstaltungsort             | Besucherzahl             | Einnahmen     |
| Nordamerika     | Nordamerika     | Nordamerika            | Nordamerika                   | Nordamerika              | Nordamerika   |
| --------------- | --------------- | ---------------------- | ----------------------------- | ------------------------ | ------------- |
| 3. Mai 2008     | Tampa Bay       | Vereinigte Staaten     | Ford Amphitheatre             | 19.885 / 19.885          | $2.100.899    |
| 5. Mai 2008     | Hollywood       | Vereinigte Staaten     | Hard Rock Hotel and Casino    | N.N.                     | N.N.          |
| 22. Mai 2008    | Holmdel         | Vereinigte Staaten     | PNC Bank Arts Center          | 14.350 / 14.350          | $1.475.001    |
| 25. Mai 2008    | Atlantic City   | Vereinigte Staaten     | Borgata Event Center          | N.N.                     | N.N.          |
| 27. Mai 2008    | Toronto         | Kanada                 | Molson Amphitheatre           | 15.916 / 15.916          | $1.654.187    |
| 28. Mai 2008    | Montreal        | Kanada                 | Centre Bell                   | 12.627 / 12.627          | $1.439.362    |
| 30. Mai 2008    | Noblesville     | Vereinigte Staaten     | Verizon Wireless Music Center | 23.188 / 23.188          | $3.075.995    |
| 31. Mai 2008    | Cuyahoga Falls  | Vereinigte Staaten     | Blossom Music Center          | 11.733 / 11.733          | $1.282.894    |
| 2. Juni 2008    | Uncasville      | Vereinigte Staaten     | Mohegan Sun Arena             | 10.150 / 10.150          | $1.120.445    |
| 4. Juni 2008    | Mansfield       | Vereinigte Staaten     | Comcast Center                | 17.890 / 17.890          | $2.009.470    |
| 5. Juni 2008    | Wantagh         | Vereinigte Staaten     | Nikon at Jones Beach Theater  | 18.320 / 18.320          | $1.983.220    |
| Europa          |                 |                        |                               |                          |               |
| 20. Juni 2008   | Cork            | Irland                 | Marquee Tent                  | — (a)                    | — (a)         |
| 21. Juni 2008   | Dublin          | Irland                 | Malahide Castle               | 19.301 / 20.000          | $2.257.392    |
| 23. Juni 2008   | Nottingham      | Vereinigtes Konigreich | Trent FM Arena                | 10.144 / 10.144          | $1.079.555    |
| 28. Juni 2008   | London          | Vereinigtes Konigreich | Hyde Park                     | — (b)                    | — (b)         |
| 29. Juni 2008   | Leeds           | Vereinigtes Konigreich | Harewood House                | 12.600 / 12.600          | $1.212.523    |
| 6. August 2008  | Bergen          | Norwegen               | The Koengen                   | 20.000 / 20.000          | $3.120.000    |
| 8. August 2008  | Reykjavík       | Island                 | Egilsholl Arena               | N.N.                     | N.N.          |
| 10. August 2008 | Skanderborg     | Danemark               | Festival Hovedkontor          | — (c)                    | — (c)         |
| 12. August 2008 | Leipzig         | Deutschland            | Arena                         | 10.832 / 10.832          | $1.309.220    |
| 14. August 2008 | Gdynia          | Polen                  | Kosciuszko Square             | 20.011 / 20.011          | $2.350.005    |
| 15. August 2008 | Berlin          | Deutschland            | Waldbühne                     | 21.890 / 21.890          | $2.500.014    |
| 17. August 2008 | München         | Deutschland            | Königsplatz                   | 25.670 / 25.670          | $3.105.770    |
| 19. August 2008 | Wiesbaden       | Deutschland            | Bowling Green                 | 20.300 / 20.300          | $2.290.450    |
| 20. August 2008 | Zürich          | Schweiz                | Hallenstadion                 | 11.250 / 11.250          | $1.780.220    |
| 22. August 2008 | Monte Carlo     | Monaco                 | Sporting Monte-Carlo          | — (d)                    | — (d)         |
| 23. August 2008 | Monte Carlo     | Monaco                 | Sporting Monte-Carlo          | — (d)                    | — (d)         |
| Zusammenfassung | Zusammenfassung | Zusammenfassung        | Zusammenfassung               | 316.060 / 316.756 (99 %) | + $37.146.662 |